# Аломантия

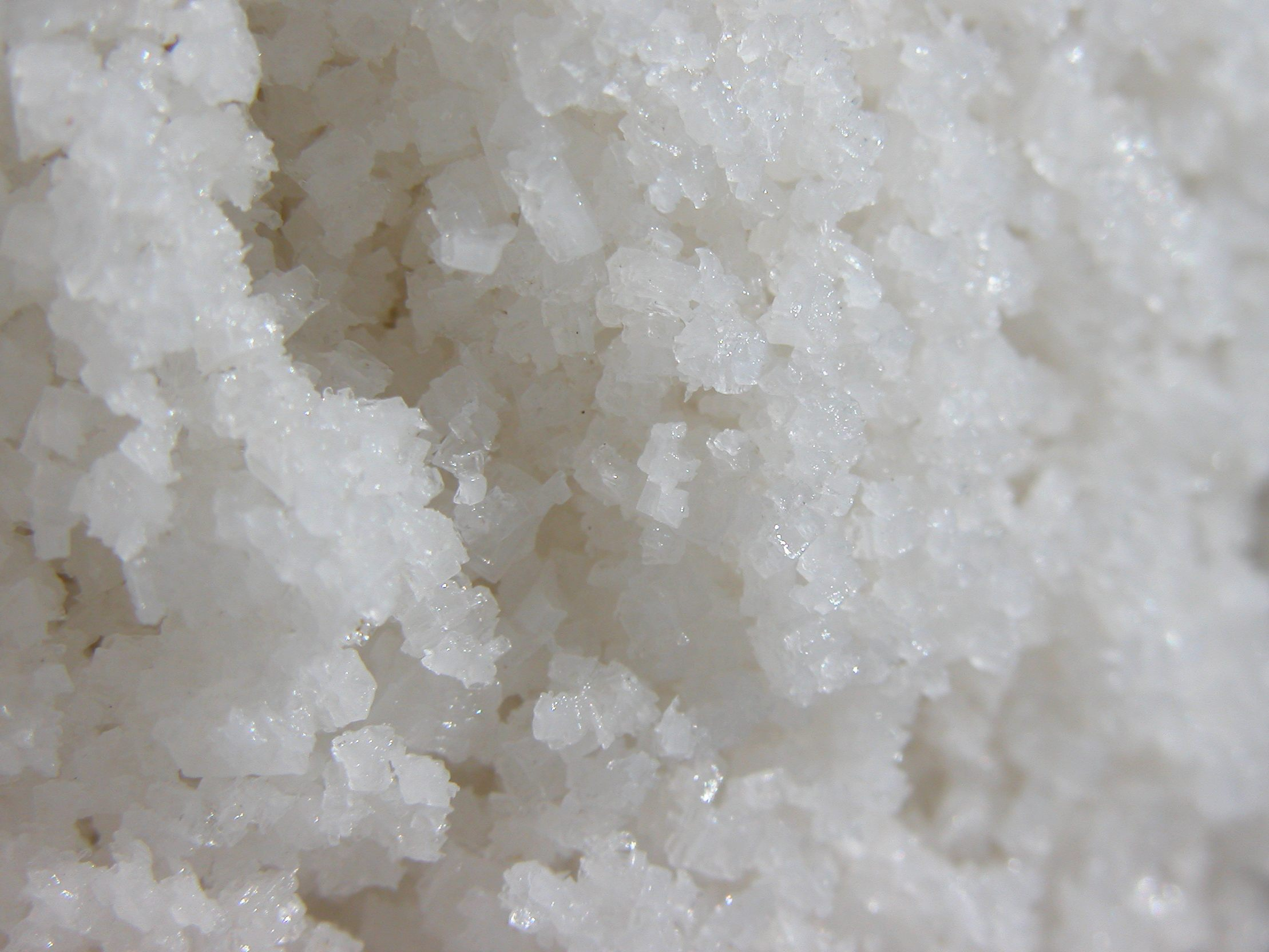
Соль

Алома́нтия (др.-греч. ἀλομαντεία от άλας — соль и μαντεία — прорицание) — гадание, осуществляемое посредством соли, известное ещё древним народам. 
Соль, подобно муке, играет важную роль в народной символике, почему и составляет содержание многих поверий (договоры, союзы соли, клятвы во имя соли, предвещание ссоры, просыпка соли и т. п.). 
В Древней Руси соль клали в церкви под престол для получения её целебной силы. Стоглавый собор воспретил это.
Вплоть до XX века в русских гаданиях, особенно святочных, соль использовалась многообразными способами.